# Luis de Sandoval Zapata
Luis de Sandoval y Zapata foi um poeta novohispano provavelmente nascido entre 1618 e 1629, morreu na cidade de méxico em 1671

## Biografia
Foi filho de Jerónimo Sandoval e Zapata e de Bernardina de Porras. Estudou no Colégio de San Ildenfonso e estava interessado em temas de religião. Casou-se com Teresa de Villanueva e teve quatro filhos com ela.

## Obra e Estilo
A maior parte de seus escritos perderam-se. No entanto, alguns têm sido recuperados, e por eles se sabe que escreveu prosa em estilo barroco sobre temas literários e filosóficos. Seu escrito mais famoso foi um soneto à Virgen de Guadalupe, publicado pelo pai Florencia e depois reproduzido por Antonio Mendoza em 1725. Também escreveu um Panegírico à paciência, publicado em 1645 e algumas comédias. Alfonso Plancarte descobriu 29 sonetos escritos por ele. Suas obras foram editadas em 1986 por José Pascual Buxó, e refletem o pensamento e intelectualidad criollos que estão ao tanto dos acontecimentos e estilos europeus. Tem-se notícia de obras dedicadas à Imaculada Concepção que foram premiados num certamen da Real e Pontifícia Universidade, sonetos, oitavas  e um romance chamado “Relação fúnebre à infeliz, trágica morte de duas caballeros...”, no que descreve a conspiração de Martín Cortês, (filho de Hernán Cortês) junto com os irmãos Ávila, ambos criollos filhos de conquistadores.
Escreveu as seguintes obras de teatro:
- O que é ser predestinado, proibida pelo Santo Oficio
- O gentil homem de Deus, representada em Corpus Christi
- Duas comédias de santa Tecla
- Dois autos sacramentales
- Os triunfos de Jesús sacramentado
- Andrómeda e Perseo